# Legion (spanische Band)
Legion war eine spanische Thrash-Metal-Band aus Barcelona, die 1986 gegründet wurde und sich 1994 auflöste.

## Geschichte
Die Band wurde 1986 von dem Sänger und Bassisten Jonathan Dolcet und dem Schlagzeuger Josep Segura gegründet. Zwei Jahre später erschien ein erstes Demo unter dem Namen Lethal Liberty. Im selben Jahr stieß der Gitarrist Francisco Martínez zur Besetzung, ehe im September 1989 das ebenfalls Lethal Liberty betitelte Debütalbum über G.B.B.S. Records erschien. Nach einem Wechsel zu PDI Records folgten hierüber 1990 die spanischsprachige EP Por La Cara und das zweite Album Mind Training, auf dem unter anderem eine Coverversion von Queens We Will Rock You zu hören ist. Im Folgejahr verließen der Schlagzeuger Segura und der Gitarrist Martinez die Gruppe, woraufhin Julián Ross Loza das Schlagzeug übernahm. Nach dem 1992er Album Labyrinth of Problems, auf dem die Gruppe Dead or Alive von GBH covert und das in den Morrisound Studios in Tampa, Florida aufgenommen worden war, löste sich die Gruppe 1994 auf. Im April 2008 wurde Mind Training mit Por La Cara über Dark Rail Records wiederveröffentlicht. 2012 verstarb Josep Segura im Alter von 43 Jahren an Lymphdrüsenkrebs.

## Stil
Laut thethrashmetalguide.com wird die Gruppe oft als beste spanische Thrash-Metal-Band angesehen. Bei den ersten beiden Werken handele sich um technisch etwas anspruchsvollen Thrash Metal, wobei Parallelen zu Accu§er und in schnelleren, besseren Momenten auch zu Toxiks World Circus vorhanden seien. In manchen Songs würden Elemente aus dem Punk eingearbeitet, was für die Bands der damaligen Zeit jedoch nicht unüblich gewesen sei. Labyrinth of Problems klinge etwas melodischer und moderner. classicthrash.com befand, dass es sich bei Lethal Liberty um ein seltenes Exemplar spanischen Thrash Metals handelt, der für die damalige Zeit unüblich gewesen sei. Die Gruppe weiche kaum vom klassischen Schema des Genres ab, bis auf die Tatsache, dass man sich mehr auf „heavy“ Riffs konzentriere, als auf reine Geschwindigkeit. Der Gesang klinge untrainiert. Auf Mind Training gebe man sich einheitlicher, teilweise eindimensional und klinge etwas ernster. Ansonsten seien die Unterschiede zum Vorgänger nicht sehr groß.

## Diskografie
- 1988: Lethal Liberty (Demo, Eigenveröffentlichung)
- 1989: Lethal Liberty (Album, G.B.B.S. Records)
- 1990: Por La Cara (EP, PDI Records)
- 1990: Mind Training (Album, PDI Records)
- 1992: Labyrinth of Problems (Album, PDI Records)
- 1992: Bag Full of Meat (Single, PDI Records)